# Mistrzostwa Europy w Łucznictwie 1998
15. Mistrzostwa Europy w łucznictwie odbyły się w dniach 17 - 23 sierpnia 1998 w Boé i w Agen we Francji. 
Polska zdobyła jeden medal. Srebro w drużynie panów wywalczyli Paweł Szymczak, Grzegorz Targoński i Arkadiusz Ponikowski w łukach klasycznych.

## Medaliści

### Strzelanie z łuku klasycznego
| Konkurencja:           | Złoto:                                                         | Srebro:                                                             | Brąz:                                                           |
| indywidualnie kobiet   | Lina Herasymenko                                               | Vladlena Priestman                                                  | Natalia Valeeva                                                 |
| indywidualnie mężczyzn | Bałżynim Cyrempiłow                                            | Lionel Torrés                                                       | Ihor Parchomenko                                                |
| drużynowo kobiet       | Niemcy · Cornelia Pfohl · Sandra Sachse · Britta Bühren        | Włochy · Giovanna Aldegani · Cristina Ioriatti · Natalia Valeeva    | Szwecja · Petra Ericsson · Karin Larsson · Jenny Sjöwall        |
| drużynowo mężczyzn     | Włochy · Ilario Di Buò · Michele Frangilli · Mario Casavecchia | Polska · Paweł Szymczak · Grzegorz Targoński · Arkadiusz Ponikowski | Francja · Sébastien Flute · Lionel Torrés · Jean-François Roche |

### Strzelanie z łuku bloczkowego
| Konkurencja:           | Złoto:                                                         | Srebro:                                                            | Brąz:                                                          |
| indywidualnie kobiet   | Fabiola Palazzini                                              | Fatima Agudo                                                       | Maryann Richardson                                             |
| indywidualnie mężczyzn | Thomas Randall                                                 | Dejan Sitar                                                        | Peter Andersson                                                |
| drużynowo kobiet       | Francja · Valérie Fabre · Cathérine Pellen · Michèle Deloraine | Wielka Brytania · Nichola Simpson · Maryann Richardson · Trenamann | Włochy · Fabiola Palazzini · Cristina Pernazza · Serena Pisano |
| drużynowo mężczyzn     | Węgry · Ferenc Fodor · Tibor Ondrik · Antal Szokol             | Szwecja · Peter Andersson · Morgan Lundin · Anders Malm            | Dania · Per Knudsen · Tom Henriksen · Keld Rosengren           |

## Klasyfikacja medalowa
| Lp. | Państwo         | Złoto | Srebro | Brąz | Razem |
| 1.  | Włochy          | 2     | 1      | 2    | 5     |
| 2.  | Francja         | 2     | 1      | 1    | 4     |
| 3.  | Ukraina         | 1     | 0      | 1    | 2     |
| 4.  | Niemcy          | 1     | 0      | 0    | 1     |
| 4.  | Rosja           | 1     | 0      | 0    | 1     |
| 4.  | Węgry           | 1     | 0      | 0    | 1     |
| 7.  | Wielka Brytania | 0     | 2      | 1    | 3     |
| 8.  | Szwecja         | 0     | 1      | 2    | 3     |
| 9.  | Hiszpania       | 0     | 1      | 0    | 1     |
| 9.  | Polska          | 0     | 1      | 0    | 1     |
| 9.  | Słowenia        | 0     | 1      | 0    | 1     |
| 12. | Dania           | 0     | 0      | 1    | 1     |